# Seznam měst, obcí a vojenských obvodů na Slovensku, M–R
Toto je kompletní seznam slovenských měst, obcí a vojenských obvodů.
- Seznam měst, obcí a vojenských obvodů na Slovensku, A–G
- Seznam měst, obcí a vojenských obvodů na Slovensku, H–L
- Seznam měst, obcí a vojenských obvodů na Slovensku, M–R
- Seznam měst, obcí a vojenských obvodů na Slovensku, S–Ž

A B C Č D E F G H Ch I J K L M N Ň O P R S Š T Ť U V Z Ž

## M
| Jméno                  | Okres                | Kraj                 | Německy                        | Maďarsky              |
| ---------------------- | -------------------- | -------------------- | ------------------------------ | --------------------- |
| Macov                  | Dunajská Streda      | Trnavský kraj        | Matzhausen                     | Macháza               |
| Mad                    | Dunajská Streda      | Trnavský kraj        |                                | Nagymad               |
| Madunice               | Hlohovec             | Trnavský kraj        | Madunitz                       | Vágmedence            |
| Magnezitovce           | Revúca               | Banskobystrický kraj |                                | Baráttelke            |
| Machulince             | Zlaté Moravce        | Nitranský kraj       | Machülintz                     | Maholány              |
| Majcichov              | Trnava               | Trnavský kraj        |                                | Majtény               |
| Majere                 | Kežmarok             | Prešovský kraj       | Meierhöfen bei Deutschendorf   | Ómajor                |
| Majerovce              | Vranov nad Topľou    | Prešovský kraj       | Meierhöfen bei Fröhnel         | Majoros               |
| Makov                  | Čadca                | Žilinský kraj        |                                | Trencsénmakó          |
| Makovce                | Stropkov             | Prešovský kraj       |                                | Mákos                 |
| Malá Čalomija          | Veľký Krtíš          | Banskobystrický kraj |                                | Kiscsalomja           |
| Malá Čausa             | Prievidza            | Trenčínský kraj      | Kleintschauß                   | Kiscsóta              |
| Malá Čierna            | Žilina               | Žilinský kraj        |                                | Kiscserna             |
| Malá Domaša            | Vranov nad Topľou    | Prešovský kraj       |                                | Kisdomása             |
| Malá Franková          | Kežmarok             | Prešovský kraj       | Kleinfrankenau                 | Kisfrankvágása        |
| Malá Hradná            | Bánovce nad Bebravou | Trenčínský kraj      | Kleinhradna                    | Kisradna              |
| Malá Ida               | Košice-okolí         | Košický kraj         | Kleineidau                     | Kisida                |
| Malá Lehota            | Žarnovica            | Banskobystrický kraj | Kleinhau                       | Kisülés               |
| Malá Lodina            | Košice-okolí         | Košický kraj         |                                | Kisladna              |
| Malá nad Hronom        | Nové Zámky           | Nitranský kraj       |                                | Kicsind               |
| Malá Poľana            | Stropkov             | Prešovský kraj       |                                | Kispolány             |
| Malá Tŕňa              | Trebišov             | Košický kraj         |                                | Kistoronya            |
| Malacky                | Malacky              | Bratislavský kraj    | Malatzka oder Thiergarten      | Malacka               |
| Malachov               | Banská Bystrica      | Banskobystrický kraj | Malechau                       | Malakóperesény        |
| Málaš                  | Levice               | Nitranský kraj       |                                | Málas                 |
| Malatiná               | Dolný Kubín          | Žilinský kraj        |                                | Malatina              |
| Malatíny               | Liptovský Mikuláš    | Žilinský kraj        |                                | Hárommalatin          |
| Malcov                 | Bardejov             | Prešovský kraj       |                                | Malcó                 |
| Malčice                | Michalovce           | Košický kraj         |                                | Málca                 |
| Malé Borové            | Liptovský Mikuláš    | Žilinský kraj        |                                | Kisborove             |
| Malé Dvorníky          | Dunajská Streda      | Trnavský kraj        |                                | Kisudvarnok           |
| Malé Hoste             | Bánovce nad Bebravou | Trenčínský kraj      | Kleinhoste                     | Kisvendég             |
| Malé Chyndice          | Nitra                | Nitranský kraj       |                                | Kishind               |
| Malé Kosihy            | Nové Zámky           | Nitranský kraj       |                                | Ipolykiskeszi         |
| Malé Kozmálovce        | Levice               | Nitranský kraj       |                                | Kiskoszmály           |
| Malé Kršteňany         | Partizánske          | Trenčínský kraj      |                                | Kiskeresnye           |
| Malé Lednice           | Považská Bystrica    | Trenčínský kraj      |                                | Kislednic             |
| Malé Leváre            | Malacky              | Bratislavský kraj    | Kleinschützen                  | Kislévárd             |
| Malé Ludince           | Levice               | Nitranský kraj       |                                | Kisölved              |
| Malé Ozorovce          | Trebišov             | Košický kraj         |                                | Kisazar               |
| Malé Raškovce          | Michalovce           | Košický kraj         |                                | Kisráska              |
| Malé Ripňany           | Topoľčany            | Nitranský kraj       | Kleinrippen                    | Kisrépény             |
| Malé Straciny          | Veľký Krtíš          | Banskobystrický kraj |                                | Kishalom              |
| Malé Trakany           | Trebišov             | Košický kraj         |                                | Kistárkány            |
| Malé Uherce            | Partizánske          | Trenčínský kraj      | Kleinugerwitz                  | Kisugróc              |
| Malé Vozokany          | Zlaté Moravce        | Nitranský kraj       |                                | Kisvezekény           |
| Malé Zálužie           | Nitra                | Nitranský kraj       |                                | Újlacska              |
| Malé Zlievce           | Veľký Krtíš          | Banskobystrický kraj |                                | Alsózellő             |
| Málinec                | Poltár               | Banskobystrický kraj | Mallnitz                       | Málnapatak            |
| Malinová               | Prievidza            | Trenčínský kraj      | Zeche                          | Csék                  |
| Malinovo               | Senec                | Bratislavský kraj    | Ebersdorf bei Feilendorf       | Éberhárd              |
| Malužiná               | Liptovský Mikuláš    | Žilinský kraj        | Eisenberg in der Liptau        | Maluzsina             |
| Malý Cetín             | Nitra                | Nitranský kraj       | Kleinzettin                    | Kiscétény             |
| Malý Čepčín            | Turčianske Teplice   | Žilinský kraj        |                                | Kiscsepcsény          |
| Malý Horeš             | Trebišov             | Košický kraj         |                                | Kisgéres              |
| Malý Kamenec           | Trebišov             | Košický kraj         |                                | Kiskövesd             |
| Malý Krtíš             | Veľký Krtíš          | Banskobystrický kraj | Kleinkritsch                   | Kiskürtös             |
| Malý Lapáš             | Nitra                | Nitranský kraj       |                                | Kislapás              |
| Malý Lipník            | Stará Ľubovňa        | Prešovský kraj       | Kleinlaupnik                   | Kishárs               |
| Malý Slavkov           | Kežmarok             | Prešovský kraj       | Kleinschlagendorf              | Kisszalók             |
| Malý Slivník           | Prešov               | Prešovský kraj       |                                | Kisszilva             |
| Malý Šariš             | Prešov               | Prešovský kraj       | Kleinscharosch                 | Kissáros              |
| Malženice              | Trnava               | Trnavský kraj        |                                | Maniga                |
| Maňa                   | Nové Zámky           | Nitranský kraj       |                                | Mánya                 |
| Mankovce               | Zlaté Moravce        | Nitranský kraj       |                                | Mankóc                |
| Marcelová              | Komárno              | Nitranský kraj       |                                | Marcelháza            |
| Margecany              | Gelnica              | Košický kraj         | Margarethen in der Zips        | Margitfalva           |
| Marhaň                 | Bardejov             | Prešovský kraj       |                                | Margonya              |
| Marianka               | Malacky              | Bratislavský kraj    | Marienthal                     | Máriavölgy            |
| Markovce               | Michalovce           | Košický kraj         |                                | Márk                  |
| Markuška               | Rožňava              | Košický kraj         | Martinshof                     | Márkuska              |
| Markušovce             | Spišská Nová Ves     | Košický kraj         | Marksdorf                      | Markusfálva           |
| Maršová-Rašov          | Bytča                | Žilinský kraj        |                                | Marsófalva            |
| Martin                 | Martin               | Žilinský kraj        | Sankt Martin in der Turz       | Turócszentmárton      |
| Martin nad Žitavou     | Zlaté Moravce        | Nitranský kraj       | Sankt Martin                   | Zsitvaszentmárton     |
| Martinček              | Ružomberok           | Žilinský kraj        | Sankt Martin bei Rosenberg     | Szentmárton           |
| Martinová              | Rimavská Sobota      | Banskobystrický kraj |                                | Nemesmartonfala       |
| Martovce               | Komárno              | Nitranský kraj       |                                | Martos                |
| Mašková                | Lučenec              | Banskobystrický kraj |                                | Maskófalva            |
| Maškovce               | Humenné              | Prešovský kraj       |                                | Maskóc                |
| Matejovce nad Hornádom | Spišská Nová Ves     | Košický kraj         | Matzdorf in der Zips           | Hernádmáte            |
| Matiaška               | Vranov nad Topľou    | Prešovský kraj       |                                | Mátyáska              |
| Matiašovce             | Kežmarok             | Prešovský kraj       | Matzhaus                       | Szepesmátyásfalva     |
| Matovce                | Svidník              | Prešovský kraj       | Matzkirch im Scharosch         | Mátévágása            |
| Matúškovo              | Galanta              | Trnavský kraj        |                                | Taksonyfalva          |
| Matysová               | Stará Ľubovňa        | Prešovský kraj       |                                | Máté                  |
| Maťovské Vojkovce      | Michalovce           | Košický kraj         |                                | Mátyócvajkóc          |
| Medovarce              | Krupina              | Banskobystrický kraj |                                | Méznevelő             |
| Medvedie               | Svidník              | Prešovský kraj       |                                | Kismedvés             |
| Medveďov               | Dunajská Streda      | Trnavský kraj        | Weißkirchen bei Niedermarkt    | Medve                 |
| Medzany                | Prešov               | Prešovský kraj       |                                | Megye                 |
| Medzev                 | Košice-okolí         | Košický kraj         | Metzenseifen                   | Mecenzéf              |
| Medzianky              | Vranov nad Topľou    | Prešovský kraj       |                                | Tapolymegyes          |
| Medzibrod              | Banská Bystrica      | Banskobystrický kraj |                                | Mezőköz               |
| Medzibrodie nad Oravou | Dolný Kubín          | Žilinský kraj        | Bachbrunn                      | Medzibrogy            |
| Medzilaborce           | Medzilaborce         | Prešovský kraj       | Labortz                        | Mezőlaborc            |
| Melčice-Lieskové       | Trenčín              | Trenčínský kraj      |                                | Melcsicmogyoród       |
| Melek                  | Nitra                | Nitranský kraj       |                                | Mellek                |
| Meliata                | Rožňava              | Košický kraj         |                                | Melléte               |
| Mengusovce             | Poprad               | Prešovský kraj       | Mengsdorf                      | Menguszfalva          |
| Merašice               | Hlohovec             | Trnavský kraj        |                                | Merőce                |
| Merník                 | Vranov nad Topľou    | Prešovský kraj       |                                | Merészpatak           |
| Mestečko               | Púchov               | Trenčínský kraj      |                                | Lednickisfalu         |
| Mestisko               | Svidník              | Prešovský kraj       |                                | Kishely               |
| Mičakovce              | Svidník              | Prešovský kraj       |                                | Mikevágása            |
| Mierovo                | Dunajská Streda      | Trnavský kraj        | Tyrnaugedl                     | Béke                  |
| Miezgovce              | Bánovce nad Bebravou | Trenčínský kraj      |                                | Mézgás                |
| Michajlov              | Snina                | Prešovský kraj       |                                | Kismihály             |
| Michal na Ostrove      | Dunajská Streda      | Trnavský kraj        |                                | Szentmihályfa         |
| Michal nad Žitavou     | Nové Zámky           | Nitranský kraj       |                                | Szentmihályúr         |
| Michaľany              | Trebišov             | Košický kraj         | Nickel                         | Alsómihályi           |
| Michalková             | Zvolen               | Banskobystrický kraj |                                | Zólyommihályi         |
| Michalok               | Vranov nad Topľou    | Prešovský kraj       | Deutschmichalock               | Felsőmihályi          |
| Michalová              | Brezno               | Banskobystrický kraj |                                | Mihálytelek           |
| Michalovce             | Michalovce           | Košický kraj         | Großmichel                     | Nagymihály            |
| Miklušovce             | Prešov               | Prešovský kraj       |                                | Miklósvágása          |
| Miková                 | Stropkov             | Prešovský kraj       |                                | Mikó                  |
| Mikulášová             | Bardejov             | Prešovský kraj       |                                | Miklósvölgye          |
| Mikušovce              | Ilava                | Trenčínský kraj      |                                | Mikosfalva            |
| Mikušovce              | Lučenec              | Banskobystrický kraj |                                | Miksi                 |
| Milhosť                | Košice-okolí         | Košický kraj         | Deutsch Mügleß                 | Miglécnémeti          |
| Miloslavov             | Senec                | Bratislavský kraj    |                                | Annamajor             |
| Milpoš                 | Sabinov              | Prešovský kraj       |                                | Milpos (Milpospuszta) |
| Miňovce                | Stropkov             | Prešovský kraj       |                                | Minyevágása           |
| Mirkovce               | Prešov               | Prešovský kraj       |                                | Mérk                  |
| Miroľa                 | Svidník              | Prešovský kraj       |                                | Mérfalva              |
| Mládzovo               | Poltár               | Banskobystrický kraj | Königsthal                     | Nemesfalva            |
| Mlynárovce             | Svidník              | Prešovský kraj       |                                | Molnárvágása          |
| Mlynčeky               | Kežmarok             | Prešovský kraj       | Mühlerchen                     | Tátraháza             |
| Mlynica                | Poprad               | Prešovský kraj       | Mühlendorf, Mühlenbach         | Malompatak            |
| Mlynky                 | Spišská Nová Ves     | Košický kraj         | Papiermühle in der Zips        | Hollópatak            |
| Mníchova Lehota        | Trenčín              | Trenčínský kraj      |                                | Barátszabadi          |
| Mníšek nad Hnilcom     | Gelnica              | Košický kraj         | Einsiedel an der Göllnitz      | Szeperremete          |
| Mníšek nad Popradom    | Stará Ľubovňa        | Prešovský kraj       | Einsiedel am Popper            | Poprádremete          |
| Moča                   | Komárno              | Nitranský kraj       |                                | Dunamocs              |
| Močenok                | Šaľa                 | Nitranský kraj       |                                | Mocsonok              |
| Močiar                 | Banská Štiavnica     | Banskobystrický kraj |                                | Kövesmocsár           |
| Modra                  | Pezinok              | Bratislavský kraj    | Modern                         | Modor                 |
| Modra nad Cirochou     | Humenné              | Prešovský kraj       |                                | Modra                 |
| Modrany                | Komárno              | Nitranský kraj       |                                | Madar                 |
| Modrová                | Nové Mesto nad Váhom | Trenčínský kraj      | Großmodrau                     | Nagymodró             |
| Modrovka               | Nové Mesto nad Váhom | Trenčínský kraj      | Kleinmodrau                    | Kismodró              |
| Modrý Kameň            | Veľký Krtíš          | Banskobystrický kraj | Blauenstein                    | Kékkő                 |
| Mojmírovce             | Nitra                | Nitranský kraj       | Urmin                          | Ürmény                |
| Mojš                   | Žilina               | Žilinský kraj        |                                | Majosfalva            |
| Mojtín                 | Púchov               | Trenčínský kraj      | Moithen                        | Hegyesmajtény         |
| Mojzesovo              | Nové Zámky           | Nitranský kraj       |                                | Özdöge                |
| Mokrá Lúka             | Revúca               | Banskobystrický kraj | Nassewiese                     | Vizesrét              |
| Mokrance               | Košice-okolí         | Košický kraj         |                                | Makranc               |
| Mokroluh               | Bardejov             | Prešovský kraj       |                                | Tapolysárpatak        |
| Mokrý Háj              | Skalica              | Trnavský kraj        |                                | Horvátberek           |
| Moldava nad Bodvou     | Košice-okolí         | Košický kraj         | Moldau an der Bodwa            | Szepsi                |
| Moravany               | Michalovce           | Košický kraj         |                                | Morva                 |
| Moravany nad Váhom     | Piešťany             | Trnavský kraj        |                                | Moraván               |
| Moravské Lieskové      | Nové Mesto nad Váhom | Trenčínský kraj      |                                | Morvamogyoród         |
| Moravský Svätý Ján     | Senica               | Trnavský kraj        | Sankt Johann an der March      | Morvaszentjános       |
| Most pri Bratislave    | Senec                | Bratislavský kraj    | Bruck an der Donau             | Dunahidas             |
| Mostová                | Galanta              | Trnavský kraj        |                                | Hudaskürt             |
| Moškovec               | Turčianske Teplice   | Žilinský kraj        | Moschendorf bei Bad Stuben     | Moskóc                |
| Mošovce                | Turčianske Teplice   | Žilinský kraj        | Moschendorf bei Sankt Martin   | Mosóc                 |
| Moštenica              | Banská Bystrica      | Banskobystrický kraj | Moschtenitz                    | Mosód                 |
| Mošurov                | Prešov               | Prešovský kraj       |                                | Ádámfölde             |
| Motešice               | Trenčín              | Trenčínský kraj      |                                | Motesic               |
| Motyčky                | Banská Bystrica      | Banskobystrický kraj |                                | Martalja              |
| Môlča                  | Banská Bystrica      | Banskobystrický kraj |                                | Zólyommócsa           |
| Mrázovce               | Stropkov             | Prešovský kraj       |                                | Dér                   |
| Mučín                  | Lučenec              | Banskobystrický kraj | Motschin                       | Mucsény               |
| Mudroňovo              | Komárno              | Nitranský kraj       |                                | Újpuszta              |
| Mudrovce               | Košice-okolí         | Košický kraj         |                                | Modrafalva            |
| Muľa                   | Veľký Krtíš          | Banskobystrický kraj |                                | Rárosmúlyad           |
| Muráň                  | Revúca               | Banskobystrický kraj | Murran, Untermuran             | Murányalja            |
| Muránska Dlhá Lúka     | Revúca               | Banskobystrický kraj | Langewiese bei Murran          | Murányhosszúrét       |
| Muránska Huta          | Revúca               | Banskobystrický kraj | Glashütte bei Großrauschenbach | Murányhuta            |
| Muránska Lehota        | Revúca               | Banskobystrický kraj |                                | Murányszabadi         |
| Muránska Zdychava      | Revúca               | Banskobystrický kraj | Stichawa                       | Kakasalja             |
| Mútne                  | Námestovo            | Žilinský kraj        |                                | Mutne                 |
| Mužla                  | Nové Zámky           | Nitranský kraj       |                                | Muzsla                |
| Myjava                 | Myjava               | Trenčínský kraj      | Miawa                          | Miava                 |
| Myslina                | Humenné              | Prešovský kraj       |                                | Mislye                |
| Mýtna                  | Lučenec              | Banskobystrický kraj | Mauth bei Dettwa               | Vámosfalva            |
| Mýtne Ludany           | Levice               | Nitranský kraj       |                                | Vámosladány           |
| Mýto pod Ďumbierom     | Brezno               | Banskobystrický kraj | Mauth am Djumbier              | Vámos                 |

## N
| Jméno                  | Okres                | Kraj                 | Německy                    | Maďarsky           |
| ---------------------- | -------------------- | -------------------- | -------------------------- | ------------------ |
| Nacina Ves             | Michalovce           | Košický kraj         |                            | Nátafalva          |
| Nadlice                | Partizánske          | Trenčínský kraj      | Nadlitz                    | Nádlány            |
| Ňagov                  | Medzilaborce         | Prešovský kraj       |                            | Nyágó              |
| Naháč                  | Trnava               | Trnavský kraj        |                            | Nahács             |
| Nálepkovo              | Gelnica              | Košický kraj         | Wagendrüssel               | Merény             |
| Námestovo              | Námestovo            | Žilinský kraj        |                            | Námesztó           |
| Nána                   | Nové Zámky           | Nitranský kraj       |                            | Nána               |
| Nandraž                | Revúca               | Banskobystrický kraj |                            | Nandrás            |
| Ňárad                  | Dunajská Streda      | Trnavský kraj        |                            | Csiliznyárad       |
| Necpaly                | Martin               | Žilinský kraj        | Netzpal                    | Necpál             |
| Nedanovce              | Partizánske          | Trenčínský kraj      | Nedenholz                  | Nadány             |
| Nedašovce              | Bánovce nad Bebravou | Trenčínský kraj      | Nedaschotz                 | Nyitranádas        |
| Neded                  | Šaľa                 | Nitranský kraj       |                            | Negyed             |
| Nededza                | Žilina               | Žilinský kraj        |                            | Vágnedec           |
| Nedožery-Brezany       | Prievidza            | Trenčínský kraj      | Mauth bei Deutschproben    | Nádasérberzseny    |
| Nechválova Polianka    | Humenné              | Prešovský kraj       |                            | Szinnamező         |
| Nemce                  | Banská Bystrica      | Banskobystrický kraj | Deutschendorf bei Neusohl  | Zólyomnémeti       |
| Nemcovce               | Bardejov             | Prešovský kraj       | Deutschendorf              | Tapolynémetfalu    |
| Nemcovce               | Prešov               | Prešovský kraj       | Deutschendorf              | Kapinémetfalu      |
| Nemčice                | Topoľčany            | Nitranský kraj       | Nemtschitz bei Topoltschan | Nyitranémeti       |
| Nemčiňany              | Zlaté Moravce        | Nitranský kraj       | Nemtschin                  | Nemcsény           |
| Nemecká                | Brezno               | Banskobystrický kraj | Deutschendorf an der Gran  | Garamnémetfalva    |
| Nemečky                | Topoľčany            | Nitranský kraj       |                            | Nemecske           |
| Nemešany               | Levoča               | Prešovský kraj       | Nemmeschan                 | Nemessány          |
| Nemšová                | Trenčín              | Trenčínský kraj      |                            | Nemsó              |
| Nenince                | Veľký Krtíš          | Banskobystrický kraj |                            | Lukanénye          |
| Neporadza              | Rimavská Sobota      | Banskobystrický kraj | Neporatsch                 | Naprágy            |
| Neporadza              | Trenčín              | Trenčínský kraj      |                            | Neprőd             |
| Nesluša                | Kysucké Nové Mesto   | Žilinský kraj        |                            | Neszlény           |
| Nesvady                | Komárno              | Nitranský kraj       |                            | Naszvad            |
| Neverice               | Zlaté Moravce        | Nitranský kraj       |                            | Néver              |
| Nevidzany              | Prievidza            | Trenčínský kraj      |                            | Nevigyén           |
| Nevidzany              | Zlaté Moravce        | Nitranský kraj       |                            | Néved              |
| Nevoľné                | Žiar nad Hronom      | Banskobystrický kraj |                            | Tormáskert         |
| Nezbudská Lúčka        | Žilina               | Žilinský kraj        |                            | Óváralja           |
| Nimnica                | Púchov               | Trenčínský kraj      | Moithen                    | Nemőc              |
| Nitra                  | Nitra                | Nitranský kraj       | Neutra                     | Nyitra             |
| Nitra nad Ipľom        | Lučenec              | Banskobystrický kraj | Neutra an der Eipel        | Ipolynyitra        |
| Nitrianska Blatnica    | Topoľčany            | Nitranský kraj       | Blattnitz                  | Nyitrasárfő        |
| Nitrianska Streda      | Topoľčany            | Nitranský kraj       |                            | Nyitraszerdahely   |
| Nitrianske Hrnčiarovce | Nitra                | Nitranský kraj       |                            | Nyitragerencsér    |
| Nitrianske Pravno      | Prievidza            | Trenčínský kraj      | Deutsch Proben             | Németpróna         |
| Nitrianske Rudno       | Prievidza            | Trenčínský kraj      |                            | Divékrudnó         |
| Nitrianske Sučany      | Prievidza            | Trenčínský kraj      |                            | Nyitraszucsány     |
| Nitrica                | Prievidza            | Trenčínský kraj      | Nitritz                    | Rákosvölgyudvarnok |
| Nižná                  | Piešťany             | Trnavský kraj        |                            | Nézsnafalva        |
| Nižná                  | Tvrdošín             | Žilinský kraj        |                            | Nizsna             |
| Nižná Boca             | Liptovský Mikuláš    | Žilinský kraj        | Niederbotzau               | Szentivánboca      |
| Nižná Hutka            | Košice-okolí         | Košický kraj         |                            | Alsóhutka          |
| Nižná Jablonka         | Humenné              | Prešovský kraj       |                            | Alsóalmád          |
| Nižná Jedľová          | Svidník              | Prešovský kraj       |                            | Alsófenyves        |
| Nižná Kamenica         | Košice-okolí         | Košický kraj         | Niederkamenitz             | Alsókemence        |
| Nižná Myšľa            | Košice-okolí         | Košický kraj         |                            | Alsómislye         |
| Nižná Olšava           | Stropkov             | Prešovský kraj       |                            | Alsóolsva          |
| Nižná Pisaná           | Svidník              | Prešovský kraj       |                            | Alsóhímes          |
| Nižná Polianka         | Bardejov             | Prešovský kraj       |                            | Alsópagony         |
| Nižná Rybnica          | Sobrance             | Košický kraj         |                            | Alsóhalas          |
| Nižná Sitnica          | Humenné              | Prešovský kraj       |                            | Alsóvirányos       |
| Nižná Slaná            | Rožňava              | Košický kraj         | Niedersalz                 | Alsósajó           |
| Nižná Voľa             | Bardejov             | Prešovský kraj       |                            | Alsószabados       |
| Nižné Ladičkovce       | Humenné              | Prešovský kraj       |                            | Alsólázslófalva    |
| Nižné Nemecké          | Sobrance             | Košický kraj         | Niederdeutschendorf        | Alsónémeti         |
| Nižné Repaše           | Levoča               | Prešovský kraj       | Unterrippsch               | Alsórépás          |
| Nižné Ružbachy         | Stará Ľubovňa        | Prešovský kraj       | Unterrauschenbach          | Alsózúgó           |
| Nižný Čaj              | Košice-okolí         | Košický kraj         |                            | Alsócsáj           |
| Nižný Hrabovec         | Vranov nad Topľou    | Prešovský kraj       |                            | Alsogyertyán       |
| Nižný Hrušov           | Vranov nad Topľou    | Prešovský kraj       |                            | Alsókörtvélyesch   |
| Nižný Klátov           | Košice-okolí         | Košický kraj         | Unterbeckseifen            | Alsótőkés          |
| Nižný Komárnik         | Svidník              | Prešovský kraj       | Unterkomarnik in der Krein | Alsókomárnok       |
| Nižný Kručov           | Vranov nad Topľou    | Prešovský kraj       |                            | Magyarkrucsó       |
| Nižný Lánec            | Košice-okolí         | Košický kraj         | Unterlanz, Lanzdorf        | Alsólánc           |
| Nižný Mirošov          | Svidník              | Prešovský kraj       |                            | Alsómerse          |
| Nižný Orlík            | Svidník              | Prešovský kraj       | Unterorlich                | Alsóodor           |
| Nižný Skálnik          | Rimavská Sobota      | Banskobystrický kraj |                            | Alsósziklás        |
| Nižný Slavkov          | Sabinov              | Prešovský kraj       | Unterschlauch              | Alsószalók         |
| Nižný Tvarožec         | Bardejov             | Prešovský kraj       |                            | Alsótaróc          |
| Nižný Žipov            | Trebišov             | Košický kraj         |                            | Magyarizsép        |
| Nolčovo                | Martin               | Žilinský kraj        |                            | Nolcsó             |
| Norovce                | Topoľčany            | Nitranský kraj       | Norowitz                   | Onor               |
| Nová Baňa              | Žarnovica            | Banskobystrický kraj | Königsberg an der Gran     | Újbánya            |
| Nová Bašta             | Rimavská Sobota      | Banskobystrický kraj | Neubast                    | Egyházasbást       |
| Nová Bošáca            | Nové Mesto nad Váhom | Trenčínský kraj      | Neuböschitz                | Újbosác            |
| Nová Bystrica          | Čadca                | Žilinský kraj        | Neubistritz                | Újbeszterce        |
| Nová Dedina            | Levice               | Nitranský kraj       | Neudorf bei Lewenz         | Garamújfalu        |
| Nová Dedinka           | Senec                | Bratislavský kraj    | Neudorf bei Landschütz     | Dunaújfalu         |
| Nová Dubnica           | Ilava                | Trenčínský kraj      | Neudubnitz                 | Ujtölgyes          |
| Nová Kelča             | Vranov nad Topľou    | Prešovský kraj       |                            | Kelcse (Újkelsce)  |
| Nová Lehota            | Nové Mesto nad Váhom | Trenčínský kraj      | Neuhau                     | Újszabadi          |
| Nová Lesná             | Poprad               | Prešovský kraj       | Neuwalddorf                | Alsóerdőfalva      |
| Nová Ľubovňa           | Stará Ľubovňa        | Prešovský kraj       | Neulublau                  | Újlubló            |
| Nová Polhora           | Košice-okolí         | Košický kraj         |                            | Lapispatakújtelep  |
| Nová Polianka          | Svidník              | Prešovský kraj       | Neuwesterheim              | Mérgesvágása       |
| Nová Sedlica           | Snina                | Prešovský kraj       |                            | Újszék             |
| Nová Ves               | Veľký Krtíš          | Banskobystrický kraj |                            | Kisújfalu          |
| Nová Ves nad Váhom     | Nové Mesto nad Váhom | Trenčínský kraj      | Neudorf an der Waag        | Vágújfalu          |
| Nová Ves nad Žitavou   | Nitra                | Nitranský kraj       |                            | Zsitvaújfalu       |
| Nová Vieska            | Nové Zámky           | Nitranský kraj       |                            | Kisújfalu          |
| Nováčany               | Košice-okolí         | Košický kraj         |                            | Jászóújfalu        |
| Nováky                 | Prievidza            | Trenčínský kraj      |                            | Nyitranovák        |
| Nové Hony              | Lučenec              | Banskobystrický kraj |                            | Kétkeresztúr       |
| Nové Mesto nad Váhom   | Nové Mesto nad Váhom | Trenčínský kraj      | Neustadt an der Waag       | Vágújhely          |
| Nové Sady              | Nitra                | Nitranský kraj       |                            | Assakürt           |
| Nové Zámky             | Nové Zámky           | Nitranský kraj       | Neuhäusel                  | Érsekújvár         |
| Novosad                | Trebišov             | Košický kraj         |                            | Bodzásújlak        |
| Novoť                  | Námestovo            | Žilinský kraj        |                            | Novoty             |
| Nový Ruskov            | Trebišov             | Košický kraj         |                            | Újruszka           |
| Nový Salaš             | Košice-okolí         | Košický kraj         |                            | Újszállás          |
| Nový Tekov             | Levice               | Nitranský kraj       | Neubarsch                  | Újbars             |
| Nový Život             | Dunajská Streda      | Trnavský kraj        |                            | Illésháza          |
| Nýrovce                | Levice               | Nitranský kraj       |                            | Nyírágó            |

## O
| Jméno               | Okres                | Kraj                 | Německy                 | Maďarsky         |
| ------------------- | -------------------- | -------------------- | ----------------------- | ---------------- |
| Obeckov             | Veľký Krtíš          | Banskobystrický kraj |                         | Ebeck            |
| Obišovce            | Košice-okolí         | Košický kraj         |                         | Abos             |
| Oborín              | Michalovce           | Košický kraj         |                         | Abara            |
| Obručné             | Stará Ľubovňa        | Prešovský kraj       |                         | Abroncsos        |
| Obyce               | Zlaté Moravce        | Nitranský kraj       |                         | Ebedec           |
| Očkov               | Nové Mesto nad Váhom | Trenčínský kraj      |                         | Ocskó            |
| Očová               | Zvolen               | Banskobystrický kraj | Otschau                 | Nagyócsa         |
| Odorín              | Spišská Nová Ves     | Košický kraj         | Dirn                    | Szepesedelény    |
| Ohrady              | Dunajská Streda      | Trnavský kraj        |                         | Csallóközkürt    |
| Ohradzany           | Humenné              | Prešovský kraj       |                         | Göröginye        |
| Ochodnica           | Kysucké Nové Mesto   | Žilinský kraj        |                         | Ösvényes         |
| Ochtiná             | Rožňava              | Košický kraj         | Achten                  | Martonháza       |
| Okoč                | Dunajská Streda      | Trnavský kraj        |                         | Ekecs            |
| Okoličná na Ostrove | Komárno              | Nitranský kraj       |                         | Ekel             |
| Okrúhle             | Svidník              | Prešovský kraj       |                         | Kerekrét         |
| Okružná             | Prešov               | Prešovský kraj       |                         | Kiskőrösfő       |
| Olcnava             | Spišská Nová Ves     | Košický kraj         | Alzenau in der Zips     | Detrefalva       |
| Oľdza               | Dunajská Streda      | Trnavský kraj        |                         | Olgya            |
| Olejníkov           | Sabinov              | Prešovský kraj       | Holenitz                | Olajpatak        |
| Olešná              | Čadca                | Žilinský kraj        |                         | Berekfalu        |
| Oľka                | Medzilaborce         | Prešovský kraj       |                         | Olyka            |
| Olováry             | Veľký Krtíš          | Banskobystrický kraj | Olwar                   | Óvár             |
| Oľšavce             | Bardejov             | Prešovský kraj       |                         | Orsós            |
| Oľšavica            | Levoča               | Prešovský kraj       | Großolschau             | Nagyolsva        |
| Oľšavka             | Spišská Nová Ves     | Košický kraj         | Kleinolschau            | Kisolsva         |
| Oľšavka             | Stropkov             | Prešovský kraj       |                         | Kisolysó         |
| Oľšinkov            | Medzilaborce         | Prešovský kraj       |                         | Meggyfalu        |
| Oľšov               | Sabinov              | Prešovský kraj       |                         | Olysó            |
| Olšovany            | Košice-okolí         | Košický kraj         |                         | Ósva             |
| Omastiná            | Bánovce nad Bebravou | Trenčínský kraj      |                         | Csermely         |
| Omšenie             | Trenčín              | Trenčínský kraj      | Mischen                 | Nagysziklás      |
| Ondavka             | Bardejov             | Prešovský kraj       |                         | Ondavafő         |
| Ondavské Matiašovce | Vranov nad Topľou    | Prešovský kraj       |                         | Zemplénmátyás    |
| Ondrašová           | Turčianske Teplice   | Žilinský kraj        | Andreasdorf in der Turz | Turocandrásfalva |
| Ondrašovce          | Prešov               | Prešovský kraj       |                         | Andrásvágás      |
| Ondrejovce          | Levice               | Nitranský kraj       |                         | Barsendréd       |
| Opátka              | Košice-okolí         | Košický kraj         | Fleißenberg             | Apátka           |
| Opatovce            | Trenčín              | Trenčínský kraj      |                         | Vágapáti         |
| Opatovce nad Nitrou | Prievidza            | Trenčínský kraj      | Abtsdorf an der Neutra  | Bajmócapáti      |
| Opatovská Nová Ves  | Veľký Krtíš          | Banskobystrický kraj |                         | Apátújfalu       |
| Opava               | Veľký Krtíš          | Banskobystrický kraj |                         | Opafalva         |
| Opiná               | Košice-okolí         | Košický kraj         |                         | Sárosófalu       |
| Opoj                | Trnava               | Trnavský kraj        | Opej                    | Apaj             |
| Oponice             | Topoľčany            | Nitranský kraj       | Opponitz bei Ludanitz   | Appony           |
| Oravce              | Banská Bystrica      | Banskobystrický kraj |                         | Oróc             |
| Orávka              | Rimavská Sobota      | Banskobystrický kraj |                         | Kacagópuszta     |
| Oravská Jasenica    | Námestovo            | Žilinský kraj        |                         | Jaszenica        |
| Oravská Lesná       | Námestovo            | Žilinský kraj        |                         | Erdőtka          |
| Oravská Polhora     | Námestovo            | Žilinský kraj        |                         | Polhora          |
| Oravská Poruba      | Dolný Kubín          | Žilinský kraj        |                         | Poruba           |
| Oravské Veselé      | Námestovo            | Žilinský kraj        |                         | Veszele          |
| Oravský Biely Potok | Tvrdošín             | Žilinský kraj        |                         | Bjelipotok       |
| Oravský Podzámok    | Dolný Kubín          | Žilinský kraj        | Arwa                    | Árvaváralja      |
| Ordzovany           | Levoča               | Prešovský kraj       | Radholz                 | Ragyóc           |
| Orechová            | Sobrance             | Košický kraj         |                         | Dióska           |
| Orechová Potôň      | Dunajská Streda      | Trnavský kraj        | Nusswinkel              | Diósförgepatony  |
| Oreské              | Michalovce           | Košický kraj         |                         | Ordasfalva       |
| Oreské              | Skalica              | Trnavský kraj        |                         | Kisdiós          |
| Orešany             | Topoľčany            | Nitranský kraj       |                         | Tótdiós          |
| Orlov               | Stará Ľubovňa        | Prešovský kraj       |                         | Orló             |
| Orovnica            | Žarnovica            | Banskobystrický kraj |                         | Oromfalu         |
| Ortuťová            | Bardejov             | Prešovský kraj       |                         | Ortutó           |
| Osádka              | Dolný Kubín          | Žilinský kraj        |                         | Oszádka          |
| Osadné              | Snina                | Prešovský kraj       |                         | Telepóc          |
| Osikov              | Bardejov             | Prešovský kraj       | Ossikau                 | Oszikó           |
| Oslany              | Prievidza            | Trenčínský kraj      |                         | Oszlány          |
| Osrblie             | Brezno               | Banskobystrický kraj | Zährenbach, Zörenbach   | Cserpatak        |
| Ostrá Lúka          | Zvolen               | Banskobystrický kraj |                         | Osztroluka       |
| Ostratice           | Partizánske          | Trenčínský kraj      |                         | Sándori          |
| Ostrov              | Piešťany             | Trnavský kraj        |                         | Osztró           |
| Ostrov              | Sobrance             | Košický kraj         |                         | Éles             |
| Ostrovany           | Sabinov              | Prešovský kraj       |                         | Osztópatak       |
| Ostrý Grúň          | Žarnovica            | Banskobystrický kraj |                         | Élesmart         |
| Osturňa             | Kežmarok             | Prešovský kraj       | Osthorn                 | Osztornya        |
| Osuské              | Senica               | Trnavský kraj        |                         | Aszós            |
| Oščadnica           | Čadca                | Žilinský kraj        | Otschad                 | Ocsad            |
| Otrhánky            | Bánovce nad Bebravou | Trenčínský kraj      |                         | Eszterce         |
| Otročok             | Revúca               | Banskobystrický kraj |                         | Otrokocs         |
| Ovčiarsko           | Žilina               | Žilinský kraj        |                         | Juhászi          |
| Ovčie               | Prešov               | Prešovský kraj       | Phönixhütte             | Kisvitéz         |
| Ozdín               | Poltár               | Banskobystrický kraj | Ossden                  | Ozdin            |
| Ožďany              | Rimavská Sobota      | Banskobystrický kraj |                         | Osgyán           |

## P
| Jméno                 | Okres                | Kraj                 | Německy                            | Maďarsky              |
| --------------------- | -------------------- | -------------------- | ---------------------------------- | --------------------- |
| Pača                  | Rožňava              | Košický kraj         |                                    | Andrási               |
| Padáň                 | Dunajská Streda      | Trnavský kraj        |                                    | Padány                |
| Padarovce             | Rimavská Sobota      | Banskobystrický kraj |                                    | Balogpádár            |
| Pakostov              | Humenné              | Prešovský kraj       |                                    | Zemplénpálhegy        |
| Palárikovo            | Nové Zámky           | Nitranský kraj       | Obermarkt                          | Tótmegyer             |
| Palín                 | Michalovce           | Košický kraj         |                                    | Pályin                |
| Palota                | Medzilaborce         | Prešovský kraj       |                                    | Palota                |
| Paňa                  | Nitra                | Nitranský kraj       | Paan                               | Nemespann             |
| Panické Dravce        | Lučenec              | Banskobystrický kraj |                                    | Panyidaróc            |
| Paňovce               | Košice-okolí         | Košický kraj         | Paan                               | Pány                  |
| Papín                 | Humenné              | Prešovský kraj       |                                    | Papháza               |
| Papradno              | Považská Bystrica    | Trenčínský kraj      |                                    | Kosárfalva            |
| Parchovany            | Trebišov             | Košický kraj         |                                    | Parnó                 |
| Parihuzovce           | Snina                | Prešovský kraj       |                                    | Juhos                 |
| Párnica               | Dolný Kubín          | Žilinský kraj        |                                    | Párnica               |
| Partizánska Ľupča     | Liptovský Mikuláš    | Žilinský kraj        | Deutschlipsch                      | Németlipcse           |
| Partizánske           | Partizánske          | Trenčínský kraj      |                                    | Simony                |
| Pastovce              | Levice               | Nitranský kraj       |                                    | Ipolypásztó           |
| Pastuchov             | Hlohovec             | Trnavský kraj        |                                    | Nyitrapásztó          |
| Pašková               | Rožňava              | Košický kraj         |                                    | Páskaháza             |
| Paština Závada        | Žilina               | Žilinský kraj        |                                    | Pásztorzávod          |
| Pata                  | Galanta              | Trnavský kraj        |                                    | Vágpatta              |
| Pataš                 | Dunajská Streda      | Trnavský kraj        |                                    | Csilizpatas           |
| Patince               | Komárno              | Nitranský kraj       |                                    | Path                  |
| Pavčina Lehota        | Liptovský Mikuláš    | Žilinský kraj        |                                    | Paucsinalehota        |
| Pavľany               | Levoča               | Prešovský kraj       | Sankt Paul in der Zips             | Szepesszentpál        |
| Pavlice               | Trnava               | Trnavský kraj        |                                    | Páld                  |
| Pavlová               | Nové Zámky           | Nitranský kraj       |                                    | Garampáld             |
| Pavlova Ves           | Liptovský Mikuláš    | Žilinský kraj        | Paulsdorf in der Liptau            | Pálfalu               |
| Pavlovce              | Rimavská Sobota      | Banskobystrický kraj |                                    | Rimapálfala           |
| Pavlovce              | Vranov nad Topľou    | Prešovský kraj       |                                    | Kapipálvágása         |
| Pavlovce nad Uhom     | Michalovce           | Košický kraj         | Sankt Paul                         | Pálóc                 |
| Pažiť                 | Partizánske          | Trenčínský kraj      |                                    | Pázsit                |
| Pčoliné               | Snina                | Prešovský kraj       | Pzalin                             | Méhesfalva            |
| Pečeňady              | Piešťany             | Trnavský kraj        |                                    | Besnyőpetőfalva       |
| Pečeňany              | Bánovce nad Bebravou | Trenčínský kraj      |                                    | Bánpecsenyéd          |
| Pečenice              | Levice               | Nitranský kraj       |                                    | Hontbesenyéd          |
| Pečovská Nová Ves     | Sabinov              | Prešovský kraj       | Frauendorf im Scharosch            | Pécsújfalu            |
| Peder                 | Košice-okolí         | Košický kraj         |                                    | Péder                 |
| Perín-Chym            | Košice-okolí         | Košický kraj         | Deutschperen – Heim                | Perény-Hím            |
| Pernek                | Malacky              | Bratislavský kraj    | Bäreneck                           | Pernek                |
| Petkovce              | Vranov nad Topľou    | Prešovský kraj       |                                    | Petkes                |
| Petrikovce            | Michalovce           | Košický kraj         |                                    | Petrik                |
| Petrová               | Bardejov             | Prešovský kraj       |                                    | Végpetri              |
| Petrova Lehota        | Trenčín              | Trenčínský kraj      |                                    | Péterszabadja         |
| Petrova Ves           | Skalica              | Trnavský kraj        | Petersdorf bei Eggbell             | Péterlak              |
| Petrovany             | Prešov               | Prešovský kraj       | Petersdorf im Scharosch            | Tarcaszentpéter       |
| Petrovce              | Rimavská Sobota      | Banskobystrický kraj |                                    | Gömörpéterfala        |
| Petrovce              | Sobrance             | Košický kraj         |                                    | Petróc                |
| Petrovce              | Vranov nad Topľou    | Prešovský kraj       | Deutschpetersdorf                  | Pétervágása           |
| Petrovce nad Laborcom | Michalovce           | Košický kraj         |                                    | Ungpéteri             |
| Petrovice             | Bytča                | Žilinský kraj        |                                    | Trencsénpéteri        |
| Petrovo               | Rožňava              | Košický kraj         | Petermannsdorf bei Niedersalz      | Pétermány             |
| Pezinok               | Pezinok              | Bratislavský kraj    | Bösing                             | Bazin                 |
| Piešťany              | Piešťany             | Trnavský kraj        | Pistyan                            | Pöstyény              |
| Pichne                | Snina                | Prešovský kraj       |                                    | Tüskés                |
| Píla                  | Pezinok              | Bratislavský kraj    | Sägemühl                           | Gidrafürész           |
| Píla                  | Lučenec              | Banskobystrický kraj |                                    | Fürész                |
| Píla                  | Žarnovica            | Banskobystrický kraj | Paulisch bei Heiligengran          | Dócyfürésze           |
| Pinciná               | Lučenec              | Banskobystrický kraj |                                    | Pinc                  |
| Pinkovce              | Sobrance             | Košický kraj         | Pinkotz                            | Ungpinkóc             |
| Piskorovce            | Vranov nad Topľou    | Prešovský kraj       |                                    | Királyhegy            |
| Pitelová              | Žiar nad Hronom      | Banskobystrický kraj |                                    | Kiszelfalu            |
| Plášťovce             | Levice               | Nitranský kraj       | Plastewitz                         | Palást                |
| Plavé Vozokany        | Levice               | Nitranský kraj       |                                    | Fakóvezekény          |
| Plavecké Podhradie    | Malacky              | Bratislavský kraj    | Blasenstein                        | Detrekőváralja        |
| Plavecký Mikuláš      | Malacky              | Bratislavský kraj    | Blasenstein-Sankt-Nikolaus         | Detrekőszentmiklós    |
| Plavecký Peter        | Senica               | Trnavský kraj        | Blasenstein-Sankt-Peter            | Detrekőszentpéter     |
| Plavecký Štvrtok      | Malacky              | Bratislavský kraj    | Blasenstein-Zankendorf             | Detrekőcsütörtök      |
| Plaveč                | Stará Ľubovňa        | Prešovský kraj       | Plautsch                           | Palocsa               |
| Plavnica              | Stará Ľubovňa        | Prešovský kraj       | Plausch                            | Palonca               |
| Plechotice            | Trebišov             | Košický kraj         | Pelejtitz                          | Pelejte               |
| Pleš                  | Lučenec              | Banskobystrický kraj |                                    | Fülekpilis            |
| Plešivec              | Rožňava              | Košický kraj         | Pleißnitz                          | Pelsőc                |
| Plevník-Drienové      | Považská Bystrica    | Trenčínský kraj      |                                    | Pelyvásomfalu         |
| Pliešovce             | Zvolen               | Banskobystrický kraj | Pleischwitz                        | Tótpelsőc             |
| Ploské                | Revúca               | Banskobystrický kraj | Eisenhammer bei Großsteffelsdorf   | Lapispatak            |
| Ploské                | Košice-okolí         | Košický kraj         |                                    | Poloszkó              |
| Pobedim               | Nové Mesto nad Váhom | Trenčínský kraj      |                                    | Pobedény              |
| Počarová              | Považská Bystrica    | Trenčínský kraj      |                                    | Pocsaró               |
| Počúvadlo             | Banská Štiavnica     | Banskobystrický kraj | Pockhaus                           | bacsófalva            |
| Podbiel               | Tvrdošín             | Žilinský kraj        |                                    | Podbjel               |
| Podbranč              | Senica               | Trnavský kraj        | Unterbrantsch                      | Berencsváralja        |
| Podbrezová            | Brezno               | Banskobystrický kraj | Bresau                             | Zólyombrézó           |
| Podhájska             | Nové Zámky           | Nitranský kraj       |                                    | Bellegszencse         |
| Podhorany             | Kežmarok             | Prešovský kraj       | Mehltheuern, Mältern               | Maldur                |
| Podhorany             | Nitra                | Nitranský kraj       |                                    | Menyhébedszalakusz    |
| Podhorany             | Prešov               | Prešovský kraj       |                                    | Ásgút                 |
| Podhorie              | Banská Štiavnica     | Banskobystrický kraj |                                    | Teplafőszékely        |
| Podhorie              | Žilina               | Žilinský kraj        |                                    | Zsolnaerdőd           |
| Podhoroď              | Sobrance             | Košický kraj         |                                    | Tibaváralja           |
| Podhradie             | Martin               | Žilinský kraj        |                                    | Szucsányváralja       |
| Podhradie             | Prievidza            | Trenčínský kraj      |                                    | Keselőkő              |
| Podhradie             | Topoľčany            | Nitranský kraj       |                                    | Kővárhely             |
| Podhradík             | Prešov               | Prešovský kraj       |                                    | Sebesváralja          |
| Podkonice             | Banská Bystrica      | Banskobystrický kraj | Unterkonitz                        | Padkóc                |
| Podkriváň             | Detva                | Banskobystrický kraj |                                    | Divényoroszi          |
| Podkylava             | Myjava               | Trenčínský kraj      |                                    | Szakadék              |
| Podlužany             | Bánovce nad Bebravou | Trenčínský kraj      |                                    | Bánluzsány            |
| Podlužany             | Levice               | Nitranský kraj       |                                    | Berekalja             |
| Podolie               | Nové Mesto nad Váhom | Trenčínský kraj      |                                    | Felsőleszéte          |
| Podolínec             | Stará Ľubovňa        | Prešovský kraj       | Pudlein                            | Podolin               |
| Podrečany             | Lučenec              | Banskobystrický kraj | Podretschan                        | Patakalja             |
| Podskalie             | Považská Bystrica    | Trenčínský kraj      |                                    | Egyházasnádas         |
| Podtureň              | Liptovský Mikuláš    | Žilinský kraj        |                                    | Pottornya             |
| Podvysoká             | Čadca                | Žilinský kraj        |                                    | Határújfalu           |
| Podzámčok             | Zvolen               | Banskobystrický kraj |                                    | Dobróváralja          |
| Pohorelá              | Brezno               | Banskobystrický kraj | Pohorella                          | Koháryháza            |
| Pohranice             | Nitra                | Nitranský kraj       |                                    | Pográny               |
| Pohronská Polhora     | Brezno               | Banskobystrický kraj | Zwischenwald                       | Erdőköz               |
| Pohronský Bukovec     | Banská Bystrica      | Banskobystrický kraj |                                    | Bukóc                 |
| Pohronský Ruskov      | Levice               | Nitranský kraj       |                                    | Oroszka               |
| Pochabany             | Bánovce nad Bebravou | Trenčínský kraj      |                                    | Pohába                |
| Pokryváč              | Dolný Kubín          | Žilinský kraj        |                                    | Pokrivács             |
| Poliakovce            | Bardejov             | Prešovský kraj       |                                    | Tapolylengyel         |
| Poľanovce             | Levoča               | Prešovský kraj       | Polansdorf                         | Polyánfalu            |
| Poľany                | Trebišov             | Košický kraj         |                                    | Bodrogmező            |
| Polianka              | Myjava               | Trenčínský kraj      |                                    | Polianka              |
| Polichno              | Lučenec              | Banskobystrický kraj |                                    | Parlagos              |
| Polina                | Revúca               | Banskobystrický kraj |                                    | Alsófalu              |
| Poľný Kesov           | Nitra                | Nitranský kraj       |                                    | Mezőkeszi             |
| Poloma                | Sabinov              | Prešovský kraj       |                                    | Polony                |
| Polomka               | Brezno               | Banskobystrický kraj | Bläsenau                           | Garamszécs            |
| Poltár                | Poltár               | Banskobystrický kraj | Polter                             | Poltár                |
| Poluvsie              | Prievidza            | Trenčínský kraj      | Halbendorf bei Priwitz             | Erdőrét               |
| Pongrácovce           | Levoča               | Prešovský kraj       | Pankrazdorf                        | Pongrácfalva          |
| Poniky                | Banská Bystrica      | Banskobystrický kraj | Poinig                             | Pónik                 |
| Poprad                | Poprad               | Prešovský kraj       | Deutschendorf                      | Poprád                |
| Poproč                | Košice-okolí         | Košický kraj         | Allerheiligen bei Kaschau          | Jászómindzent         |
| Poproč                | Rimavská Sobota      | Banskobystrický kraj |                                    | Gömörhegyvég          |
| Popudinské Močidľany  | Skalica              | Trnavský kraj        | Poppodin                           | Szentistváncoborfalva |
| Poráč                 | Spišská Nová Ves     | Košický kraj         | Rothenberg in der Zips             | Vereshegy             |
| Poriadie              | Myjava               | Trenčínský kraj      |                                    | Erdősor               |
| Porostov              | Sobrance             | Košický kraj         |                                    | Porosztó              |
| Poruba                | Prievidza            | Trenčínský kraj      | Deutschnickelsdorf                 | Mohos                 |
| Poruba pod Vihorlatom | Michalovce           | Košický kraj         | Deutschporub                       | Németvágás            |
| Porúbka               | Bardejov             | Prešovský kraj       |                                    | Tapolyortovány        |
| Porúbka               | Humenné              | Prešovský kraj       |                                    | Kisortovány           |
| Porúbka               | Sobrance             | Košický kraj         |                                    | Ördögvágás            |
| Porúbka               | Žilina               | Žilinský kraj        |                                    | Túrirtovány           |
| Poša                  | Vranov nad Topľou    | Prešovský kraj       |                                    | Pósa                  |
| Potok                 | Rimavská Sobota      | Banskobystrický kraj |                                    | Dobrapatak            |
| Potok                 | Ružomberok           | Žilinský kraj        | Polenbach                          | Patak                 |
| Potoky                | Stropkov             | Prešovský kraj       |                                    | Pataki                |
| Potôčky               | Stropkov             | Prešovský kraj       |                                    | Érfalu                |
| Potvorice             | Nové Mesto nad Váhom | Trenčínský kraj      |                                    | Patvaróc              |
| Považany              | Nové Mesto nad Váhom | Trenčínský kraj      |                                    | Vágmosóc              |
| Považská Bystrica     | Považská Bystrica    | Trenčínský kraj      | Waagbistritz                       | Vágbestercze          |
| Povina                | Kysucké Nové Mesto   | Žilinský kraj        |                                    | Gerebes               |
| Povoda                | Dunajská Streda      | Trnavský kraj        |                                    | Pódatejed             |
| Povrazník             | Banská Bystrica      | Banskobystrický kraj | Seilersdorf                        | Póráz                 |
| Pozba                 | Nové Zámky           | Nitranský kraj       |                                    | Pozba                 |
| Pozdišovce            | Michalovce           | Košický kraj         |                                    | Pazdics               |
| Pôtor                 | Veľký Krtíš          | Banskobystrický kraj | Sankt Peter                        | Nógrádszentpéter      |
| Praha                 | Lučenec              | Banskobystrický kraj |                                    | Gácsprága             |
| Prakovce              | Gelnica              | Košický kraj         | Prackendorf                        | Prakfalva             |
| Prašice               | Topoľčany            | Nitranský kraj       |                                    | Nyitraperjés          |
| Prašník               | Piešťany             | Trnavský kraj        |                                    | Prasnikirtvány        |
| Pravenec              | Prievidza            | Trenčínský kraj      | Kleinproben                        | Kispróna              |
| Pravica               | Veľký Krtíš          | Banskobystrický kraj |                                    | Paróca                |
| Pravotice             | Bánovce nad Bebravou | Trenčínský kraj      |                                    | Peres                 |
| Práznovce             | Topoľčany            | Nitranský kraj       |                                    | Práznóc               |
| Prečín                | Považská Bystrica    | Trenčínský kraj      | Pritschen                          | Soltészperecsény      |
| Predajná              | Brezno               | Banskobystrický kraj |                                    | Garampéteri           |
| Predmier              | Bytča                | Žilinský kraj        |                                    | Peredmér              |
| Prenčov               | Banská Štiavnica     | Banskobystrický kraj | Prinzdorf, Prenschdorf, Preitzdorf | Berencsfalu           |
| Preseľany             | Topoľčany            | Nitranský kraj       |                                    | Nyitrapereszlény      |
| Prestavlky            | Žiar nad Hronom      | Banskobystrický kraj |                                    | Mailáth               |
| Prešov                | Prešov               | Prešovský kraj       | Eperies, Preschau                  | Eperjes               |
| Príbelce              | Veľký Krtíš          | Banskobystrický kraj | Pribel                             | Fehérkút              |
| Pribeník              | Trebišov             | Košický kraj         |                                    | Perbenyik             |
| Pribeta               | Komárno              | Nitranský kraj       | Berbetin                           | Perbete               |
| Pribiš                | Dolný Kubín          | Žilinský kraj        |                                    | Pribis                |
| Príbovce              | Martin               | Žilinský kraj        | Pribotzen                          | Pribóc                |
| Pribylina             | Liptovský Mikuláš    | Žilinský kraj        | Priblitz                           | Pribilina             |
| Priechod              | Banská Bystrica      | Banskobystrický kraj |                                    | Perhát                |
| Priekopa              | Sobrance             | Košický kraj         |                                    | Kapás                 |
| Priepasné             | Myjava               | Trenčínský kraj      |                                    | Hosszúhegy            |
| Prietrž               | Senica               | Trnavský kraj        |                                    | Nagypetrős            |
| Prietržka             | Skalica              | Trnavský kraj        |                                    | Kispetrős             |
| Prievaly              | Senica               | Trnavský kraj        | Schadendorf                        | Sándorfa              |
| Prievidza             | Prievidza            | Trenčínský kraj      | Priwitz                            | Privigye              |
| Prihradzany           | Revúca               | Banskobystrický kraj |                                    | Kisperlász            |
| Príkra                | Svidník              | Prešovský kraj       |                                    | Meredély              |
| Príslop               | Snina                | Prešovský kraj       |                                    | Kispereszlő           |
| Prituľany             | Humenné              | Prešovský kraj       |                                    | Hegyvég               |
| Proč                  | Prešov               | Prešovský kraj       |                                    | Porócs                |
| Prochot               | Žiar nad Hronom      | Banskobystrický kraj | Prochetzhau                        | Kelő                  |
| Prosačov              | Vranov nad Topľou    | Prešovský kraj       |                                    | Porszács              |
| Prosiek               | Liptovský Mikuláš    | Žilinský kraj        | Sankt Joob in der Liptau           | Prószék               |
| Prša                  | Lučenec              | Banskobystrický kraj |                                    | Perse                 |
| Pruské                | Ilava                | Trenčínský kraj      | Prußkau                            | Poroszka              |
| Prusy                 | Bánovce nad Bebravou | Trenčínský kraj      |                                    | Poroszi               |
| Pružina               | Považská Bystrica    | Trenčínský kraj      |                                    | Barosháza             |
| Pstriná               | Svidník              | Prešovský kraj       |                                    | Peszternye            |
| Ptičie                | Humenné              | Prešovský kraj       |                                    | Peticse               |
| Ptrukša               | Michalovce           | Košický kraj         |                                    | Szirénfalva           |
| Pucov                 | Dolný Kubín          | Žilinský kraj        |                                    | Pucó                  |
| Púchov                | Púchov               | Trenčínský kraj      | Buchau an der Waag                 | Puhó                  |
| Pukanec               | Levice               | Nitranský kraj       | Puggantz                           | Bakabánya             |
| Pusté Čemerné         | Michalovce           | Košický kraj         |                                    | Márkcsemernye         |
| Pusté Pole            | Stará Ľubovňa        | Prešovský kraj       | Wüstfeld                           | Kriványpusztamező     |
| Pusté Sady            | Galanta              | Trnavský kraj        |                                    | Pusztakürt            |
| Pusté Úľany           | Galanta              | Trnavský kraj        |                                    | Pusztafödémes         |
| Pušovce               | Prešov               | Prešovský kraj       |                                    | Pósfalva              |

## R
| Jméno                   | Okres                | Kraj                 | Německy                  | Maďarsky        |
| ----------------------- | -------------------- | -------------------- | ------------------------ | --------------- |
| Rabča                   | Námestovo            | Žilinský kraj        |                          | Rabcsa          |
| Rabčice                 | Námestovo            | Žilinský kraj        |                          | Rabcsice        |
| Rad                     | Trebišov             | Košický kraj         |                          | Rad             |
| Radatice                | Prešov               | Prešovský kraj       |                          | Radáczszentimre |
| Radava                  | Nové Zámky           | Nitranský kraj       |                          | Rendve          |
| Radimov                 | Skalica              | Trnavský kraj        |                          | Radimó          |
| Radnovce                | Rimavská Sobota      | Banskobystrický kraj | Radnoth                  | Nemesradnót     |
| Radobica                | Prievidza            | Trenčínský kraj      |                          | Radóc           |
| Radoľa                  | Kysucké Nové Mesto   | Žilinský kraj        |                          | Radola          |
| Radoma                  | Svidník              | Prešovský kraj       |                          | Radoma          |
| Radošina                | Topoľčany            | Nitranský kraj       | Radoschin                | Radosna         |
| Radošovce               | Skalica              | Trnavský kraj        | Radoschowitz             | Felsőrados      |
| Radošovce               | Trnava               | Trnavský kraj        | Radoschowitz             | Alsórados       |
| Radôstka                | Čadca                | Žilinský kraj        |                          | Radoska         |
| Radvaň nad Dunajom      | Komárno              | Nitranský kraj       |                          | Dunaradvány     |
| Radvaň nad Laborcom     | Medzilaborce         | Prešovský kraj       |                          | Laborcradvány   |
| Radvanovce              | Vranov nad Topľou    | Prešovský kraj       |                          | Tapolyradvány   |
| Radzovce                | Lučenec              | Banskobystrický kraj |                          | Ragyolc         |
| Rafajovce               | Vranov nad Topľou    | Prešovský kraj       |                          | Máriakút        |
| Rajčany                 | Topoľčany            | Nitranský kraj       | Rajtschan                | Rajcsány        |
| Rajec                   | Žilina               | Žilinský kraj        | Frühwald                 | Suja            |
| Rajecká Lesná           | Žilina               | Žilinský kraj        | Frühwald                 | Frivaldnádas    |
| Rajecké Teplice         | Žilina               | Žilinský kraj        | Bad Rajetz               | Rajecfürdó      |
| Rákoš                   | Košice-okolí         | Košický kraj         |                          | Abaújrákos      |
| Rákoš                   | Revúca               | Banskobystrický kraj |                          | Gömörrákos      |
| Raková                  | Čadca                | Žilinský kraj        |                          | Trencsénrákó    |
| Rakovčík                | Svidník              | Prešovský kraj       |                          | Felsőrákóc      |
| Rakovec nad Ondavou     | Michalovce           | Košický kraj         |                          | Rákóc           |
| Rakovice                | Piešťany             | Trnavský kraj        | Rakowitz                 | Rákfalu         |
| Rakovnica               | Rožňava              | Košický kraj         | Reiken                   | Rekenyeújfalu   |
| Rakovo                  | Martin               | Žilinský kraj        |                          | Nagyrákó        |
| Rakša                   | Turčianske Teplice   | Žilinský kraj        |                          | Kisraksa        |
| Rakúsy                  | Kežmarok             | Prešovský kraj       | Rocks, Roks, Rox         | Rókus           |
| Rakytník                | Rimavská Sobota      | Banskobystrický kraj |                          | Rakottyás       |
| Rankovce                | Košice-okolí         | Košický kraj         | Rank                     | Ránk            |
| Rapovce                 | Lučenec              | Banskobystrický kraj | Rapp                     | Rapp            |
| Raslavice               | Bardejov             | Prešovský kraj       | Raßlawitz                | Raszlavica      |
| Rastislavice            | Nové Zámky           | Nitranský kraj       |                          | Dögös           |
| Rašice                  | Revúca               | Banskobystrický kraj |                          | Felsőás         |
| Ratka                   | Lučenec              | Banskobystrický kraj |                          | Rátkapuszta     |
| Ratková                 | Revúca               | Banskobystrický kraj |                          | Ratkó           |
| Ratkovce                | Hlohovec             | Trnavský kraj        | Rackowitz, Ratkowitz     | Ratkóc          |
| Ratkovo                 | Martin               | Žilinský kraj        |                          | Vágratkó        |
| Ratkovská Lehota        | Rimavská Sobota      | Banskobystrický kraj | Neusachsa                | Ratkószabadi    |
| Ratkovská Suchá         | Rimavská Sobota      | Banskobystrický kraj |                          | Ratkószuha      |
| Ratkovské Bystré        | Revúca               | Banskobystrický kraj | Wistrau                  | Ratkósebes      |
| Ratnovce                | Piešťany             | Trnavský kraj        |                          | Ratnóc          |
| Ratvaj                  | Sabinov              | Prešovský kraj       |                          | Ratvaj          |
| Ráztočno                | Prievidza            | Trenčínský kraj      | Obermauth bei Kriegerhau | Rásztony        |
| Ráztoka                 | Brezno               | Banskobystrický kraj |                          | Rásztó          |
| Ražňany                 | Sabinov              | Prešovský kraj       |                          | Nyársardó       |
| Reca                    | Senec                | Bratislavský kraj    | Entenberg                | Réca            |
| Regetovka               | Bardejov             | Prešovský kraj       |                          | Regettő         |
| Rejdová                 | Rožňava              | Košický kraj         | Neuhaus bei Grenzburg    | Sajóréde        |
| Reľov                   | Kežmarok             | Prešovský kraj       | Rillen                   | Relyó           |
| Remeniny                | Vranov nad Topľou    | Prešovský kraj       |                          | Remenye         |
| Remetské Hámre          | Sobrance             | Košický kraj         |                          | Remetevasgyár   |
| Renčišov                | Sabinov              | Prešovský kraj       |                          | Szinyefő        |
| Repejov                 | Medzilaborce         | Prešovský kraj       |                          | Repejő          |
| Repište                 | Žiar nad Hronom      | Banskobystrický kraj |                          | Repistye        |
| Rešica                  | Košice-okolí         | Košický kraj         | Hainburg an der Moldau   | Reste           |
| Rešov                   | Bardejov             | Prešovský kraj       |                          | Résó            |
| Revúca                  | Revúca               | Banskobystrický kraj | Großrauschenbach         | Nagyrőce        |
| Revúcka Lehota          | Revúca               | Banskobystrický kraj |                          | Lehelfalva      |
| Riečka                  | Banská Bystrica      | Banskobystrický kraj |                          | Récske          |
| Riečka                  | Rimavská Sobota      | Banskobystrický kraj |                          | Sajórecske      |
| Richnava                | Gelnica              | Košický kraj         | Reichenau in der Zips    | Rihnó           |
| Richvald                | Bardejov             | Prešovský kraj       | Reichenwald              | Erdővágás       |
| Rimavská Baňa           | Rimavská Sobota      | Banskobystrický kraj | Kleinsteffelsdorf        | Rimabánya       |
| Rimavská Seč            | Rimavská Sobota      | Banskobystrický kraj | Zeetsch                  | Rimaszécs       |
| Rimavská Sobota         | Rimavská Sobota      | Banskobystrický kraj | Großsteffelsdorf         | Rimaszombat     |
| Rimavské Brezovo        | Rimavská Sobota      | Banskobystrický kraj |                          | Rimabrézó       |
| Rimavské Janovce        | Rimavská Sobota      | Banskobystrický kraj |                          | Jánosi          |
| Rimavské Zalužany       | Rimavská Sobota      | Banskobystrický kraj |                          | Rimazsaluzsány  |
| Rišňovce                | Nitra                | Nitranský kraj       | Ritschen                 | Récsény         |
| Rohov                   | Senica               | Trnavský kraj        |                          | Rohó            |
| Rohovce                 | Dunajská Streda      | Trnavský kraj        |                          | Nagyszarva      |
| Rohožník                | Humenné              | Prešovský kraj       |                          | Barátlak        |
| Rohožník                | Malacky              | Bratislavský kraj    | Rohrbach                 | Nádasfő         |
| Rochovce                | Rožňava              | Košický kraj         | Rachendorf               | Rozsfalva       |
| Rokycany                | Prešov               | Prešovský kraj       |                          | Berki           |
| Rokytov                 | Bardejov             | Prešovský kraj       | Rakitau bei Bartfeld     | Rokitó          |
| Rokytov pri Humennom    | Humenné              | Prešovský kraj       |                          | Homonnarokitó   |
| Rokytovce               | Medzilaborce         | Prešovský kraj       |                          | Rokitóc         |
| Rosina                  | Žilina               | Žilinský kraj        |                          | Harmatos        |
| Roškovce                | Medzilaborce         | Prešovský kraj       |                          | Ruskóc          |
| Roštár                  | Rožňava              | Košický kraj         | Röstern                  | Restér          |
| Rovensko                | Senica               | Trnavský kraj        | Rabenskahof              | Berencsróna     |
| Rovinka                 | Senec                | Bratislavský kraj    | Waltersdorf              | Csölle          |
| Rovňany                 | Poltár               | Banskobystrický kraj | Raune                    | Ipolyróna       |
| Rovné                   | Humenné              | Prešovský kraj       |                          | Zemplénróna     |
| Rovné                   | Rimavská Sobota      | Banskobystrický kraj |                          | Rónapatak       |
| Rovné                   | Svidník              | Prešovský kraj       |                          | Róna            |
| Rozhanovce              | Košice-okolí         | Košický kraj         |                          | Rozgony         |
| Rozložná                | Rožňava              | Košický kraj         |                          | Hámosfalva      |
| Roztoky                 | Svidník              | Prešovský kraj       | Rostocken                | Végrosztoka     |
| Rožkovany               | Sabinov              | Prešovský kraj       |                          | Roskovány       |
| Rožňava                 | Rožňava              | Košický kraj         | Rosenau an der Salza     | Rozsnyó         |
| Rožňavské Bystré        | Rožňava              | Košický kraj         |                          | Sebespatak      |
| Rúbaň                   | Nové Zámky           | Nitranský kraj       |                          | Für             |
| Rudina                  | Kysucké Nové Mesto   | Žilinský kraj        |                          | Nagyrudas       |
| Rudinka                 | Kysucké Nové Mesto   | Žilinský kraj        |                          | Kisrudas        |
| Rudinská                | Kysucké Nové Mesto   | Žilinský kraj        |                          | Rezsőfalva      |
| Rudlov                  | Vranov nad Topľou    | Prešovský kraj       |                          | Ércfalva        |
| Rudná                   | Rožňava              | Košický kraj         | Rodenau                  | Rozsnyórudna    |
| Rudňany                 | Spišská Nová Ves     | Košický kraj         | Kotterbach               | Ötösbánya       |
| Rudnianska Lehota       | Prievidza            | Trenčínský kraj      |                          | Rudnószabadi    |
| Rudník                  | Košice-okolí         | Košický kraj         | Redneck                  | Rudnok          |
| Rudník                  | Myjava               | Trenčínský kraj      |                          | Rudník          |
| Rudno                   | Turčianske Teplice   | Žilinský kraj        | Rauden in der Turz       | Turócrudnó      |
| Rudno nad Hronom        | Žarnovica            | Banskobystrický kraj | Deutschruden             | Garamrudnó      |
| Rumanová                | Nitra                | Nitranský kraj       |                          | Románfalva      |
| Rumince                 | Rimavská Sobota      | Banskobystrický kraj |                          | Runya           |
| Runina                  | Snina                | Prešovský kraj       |                          | Juhászlak       |
| Ruská                   | Michalovce           | Košický kraj         |                          | Dobóruszka      |
| Ruská Bystrá            | Sobrance             | Košický kraj         |                          | Oroszsebes      |
| Ruská Kajňa             | Humenné              | Prešovský kraj       |                          | Oroszkánya      |
| Ruská Nová Ves          | Prešov               | Prešovský kraj       |                          | Sósújfalu       |
| Ruská Poruba            | Humenné              | Prešovský kraj       |                          | Oroszvágás      |
| Ruská Voľa              | Vranov nad Topľou    | Prešovský kraj       |                          | Kisszabados     |
| Ruská Voľa nad Popradom | Stará Ľubovňa        | Prešovský kraj       |                          | Poprádökrös     |
| Ruská Volová            | Snina                | Prešovský kraj       |                          | Barkócháza      |
| Ruskov                  | Košice-okolí         | Košický kraj         |                          | Regeteruszka    |
| Ruskovce                | Bánovce nad Bebravou | Trenčínský kraj      |                          | Bánruszkóc      |
| Ruskovce                | Sobrance             | Košický kraj         |                          | Törökruszka     |
| Ruský Hrabovec          | Sobrance             | Košický kraj         |                          | Nagygereblyés   |
| Ruský Potok             | Snina                | Prešovský kraj       |                          | Oroszpatak      |
| Ružiná                  | Lučenec              | Banskobystrický kraj |                          | Rózsaszállás    |
| Ružindol                | Trnava               | Trnavský kraj        | Rosental bei Dürrnbach   | Rózsavölgy      |
| Ružomberok              | Ružomberok           | Žilinský kraj        | Rosenberg                | Rózsahegy       |
| Rybany                  | Bánovce nad Bebravou | Trenčínský kraj      |                          | Ribény          |
| Rybky                   | Senica               | Trnavský kraj        |                          | Halasd          |
| Rybník                  | Levice               | Nitranský kraj       |                          | Garamszőllős    |
| Rybník                  | Revúca               | Banskobystrický kraj |                          | Újvásár         |
| Rykynčice               | Krupina              | Banskobystrický kraj | Ruckinschitz             | Rakonca         |

- Seznam měst, obcí a vojenských obvodů na Slovensku, A–G
- Seznam měst, obcí a vojenských obvodů na Slovensku, H–L
- Seznam měst, obcí a vojenských obvodů na Slovensku, M–R
- Seznam měst, obcí a vojenských obvodů na Slovensku, S–Ž

A B C Č D E F G H Ch I J K L M N Ň O P R S Š T Ť U V Z Ž